# Andrés de San Martín
Andrés de San Martín (n. Sevilla - m. Filipinas, 1521) fue piloto real de la Casa de la Contratación de las Indias y piloto-cosmógrafo en jefe de la Armada del Maluco, la flota comandada por Fernando de Magallanes.

## Familia
Andrés de San Martín nació en Sevilla, en la collación de Santa María, hijo de Juan de Logroño y de Juana Hernández. Tuvo al menos un hermano, Cristóbal de San Martín, que fue su heredero. Andrés de San Martín tuvo dos hijas, Juana y María, con su compañera Ana Martín, con la que no se casó.
Ha habido diversas teorías, hoy descartadas que le atribuyeron nacionalidad portuguesa o francesa. Antonio Pigafetta, que viajó en la misma expedición de Magallanes, escribió que San Martín era de Sevilla. Investigaciones recientes han confirmado que nació en dicha ciudad.

## Piloto del Renacimiento

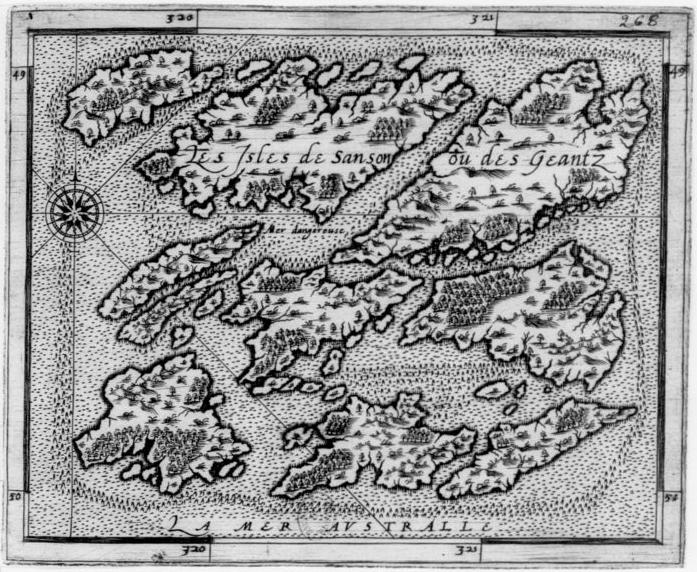
Versión francesa de 1586 de un mapa de las Malvinas atribuido a Andrés de San Martín.

Su conocimiento de cosmografía (término que incluye tanto la cartografía como la astronomía y la astrología) era singular. Postuló al cargo de piloto mayor de Castilla tras la muerte en 1512 del titular, Amerigo Vespucci, si bien la Corona nombró en su lugar a Juan Díaz de Solís, dejando a San Martín con el cargo menor de "piloto real". Compaginaría ese cargo con el de ayudar a Sancho de Matienzo en la tesorería de la Casa de la Contratación, de 1511 a 1515.
En 1514 tomó parte en la expedición a Castilla del Oro capitaneada por Pedrarias Dávila.
San Martín se propuso de nuevo para el puesto de piloto mayor en 1518, tras la muerte de Solís. De nuevo fue rechazado en favor de otro extranjero, Sebastián Caboto. Sin embargo, el Rey consoló a San Martín aumentándole el sueldo en 10.000 maravedíes anuales.
San Martín se alistó en 1519 en la Armada del Maluco capitaneada por Fernando de Magallanes con destino a las islas de las Especias. Iba de piloto en la nao San Antonio  y asumió extraoficialmente las funciones de cosmógrafo que iba a desempeñar Ruy Faleiro, que al final no pudo embarcar. En Río de Janeiro, San Martín pasó de la San Antonio a la Victoria, nao en la cual permaneció durante el resto de la expedición. Tras el motín de San Julián, fue castigado por orden de Magallanes mediante la tortura de la garrucha.
Según el historiador Rolando Laguarda, San Martín formó parte de la tripulación que descubrió las islas Malvinas a finales de julio de 1520 y le atribuyó el primer mapa del archipiélago, del que se conserva una copia francesa de 1586.
Sobrevivió a la travesía del Pacífico y a la batalla de Mactán en la que murió Magallanes. Se cree que San Martín murió poco después, en Cebú, el 1 de mayo de 1521 en la cena en la que fueron asesinados a traición muchos miembros de la expedición. No hay certeza sin embargo de que muriera allí ya que hubo informes más tarde de que hubo unos ocho supervivientes a la masacre y Juan Sebastián de Elcano lo supuso todavía con vida en su testamento redactado en 1526.

## Medición de la latitud y la longitud
Andrés de San Martín fue el cosmógrafo más eminente de la flota de Magallanes. Durante la expedición llevó a cabo numerosas observaciones astronómicas para calcular la latitud y, al menos en tres ocasiones, la longitud.
A lo largo de la costa de Sudamérica, San Martín midió la altura del Sol y calculó su declinación a partir de tablas astronómicas para así computar la latitud. Estos datos fueron incluidos posteriormente en el Derrotero que se suele atribuir a Francisco Albo pero cuya primera parte debe haber sido realizada por San Martín. El Derrotero constituye así el registro más antiguo conservado del proceso de cálculo de la latitud en el mar mediante la observación del Sol.
San Martín también realizó mediciones astronómicas para calcular las longitudes de al menos tres lugares: Rio de Janeiro, el Puerto San Julián en Patagonia y la isla filipina de Homonhon. El 17 de diciembre de 1519 en Rio de Janeiro, San Martín observó la conjunción de la Luna con Júpiter y, consultando las tablas de efemérides de Abraham Zacuto y de Regiomontano, dedujo una diferencia de longitud con Sevilla de casi 270º, que él mismo reconoció como disparatada. San Martín continuó no obstante con sus experimentos y el 1 de febrero de 1520 observó la oposición de la Luna con Venus, el 23 de febrero y 23 de diciembre del mismo año sendas oposiciones con el Sol, y el 17 de abril de 1520 un eclipse de Sol. San Martín calculó así un resultado de 61º para la longitud de la bahía de San Julián respecto al meridiano de Sevilla, valor que difiere menos de un grado del valor real.
Más adelante, en la isla Homonhon, en el centro de Filipinas, fue capaz de medir su longitud bastante correctamente, según Rolando Laguarda Trías. San Martín afirma que obtuvo un resultado de 189° de longitud "desde el meridiano" de la línea de demarcación, que Laguarda ubica en 47° oeste de Greenwich. En el actual sistema de longitud, Homonhon se encuentra a 125° 42.8' de longitud al este de Greenwich. Por tanto, afirma Laguarda, el error de San Martín fue de solo dos grados.

## Los papeles de San Martín
San Martín confió sus notas de navegación y otros documentos a Ginés de Mafra en algún momento antes del 1 de mayo de 1521. Estos papeles fueron confiscados cuando Mafra, hecho prisionero por los portugueses, llegó a Lisboa en julio de 1526. El largo tiempo en que Mafra tuvo acceso a los papeles de San Martín ha llevado a historiadores a afirmar que el testimonio posterior de Mafra no es más que su recuerdo de lo que había leído en aquellos documentos. 
Por el contrario, otros historiadores apuntan que, dado que las observaciones de Mafra pueden reflejar el genio de San Martín, su testimonio se convierte en doblemente importante.
El relato de Mafra es de hecho indispensable para resolver la  cuestión del desembarco en Mazaua, que también es conocido en Filipinas como "la controversia de la Primera misa en Filipinas".
Los papeles de San Martín fueron guardados en un archivo de Lisboa, donde fueron cosultados por historiadores portugueses como Fernão Lopes de Castanheda, Gaspar Corrêa, Damião de Góis, João de Barros y otros.
Los papeles de San Martín fueron trasladados más tarde a Madrid durante la unión de los reinos Ibéricos, 1580-1640. El cronista Antonio de Herrera y Tordesillas, según afirma J. Denucé, se basó ampliamente en las informaciones de San Martín. Lamentablemente, estos documentos se perdieron. Existen solo como citas parciales en crónicas portuguesas y castellanas. 